# 广州白云国际会议中心
广州白云国际会议中心（英語：Guangzhou Baiyun International Convention Center）是广东省、广州市大型政务会议中心，位于白云区白云新城中心区，东靠白云山、鸣泉居，西临白云新城中心，南临广州体育馆，北临黄石路，該位置原為东方乐园。2023年2月17日，广州白云国际会议中心二期项目正式投用。

## 項目細節
该项目由广东省人民政府、广州市人民政府及广州越秀集团共同出资兴建，总投资31亿元。占地面积25万平方米，总建筑面积31.6万平方米，其中地下室3.93万平方米，车库0.6万平方米，地上部分由五栋建筑物组成，建筑面积27.1万平方米。五栋建筑分成两个功能区，其中2、3、4栋为会议中心建筑，1、5栋为配套酒店。会议中心建筑面积约17.5万平方米，最高五层，高度41.89米，内设65间大小会议室，7000平方米展览厅及1000人宴会厅。配套酒店约14万平方米，其中1号楼12层，2号楼11层，设1110间客房。